# 埃爾科奎
埃爾科奎（西班牙語：El Cocuy）是哥倫比亞的城鎮，位於該國東北部，由博亞卡省負責管轄，始建於1541年2月28日，面積253平方公里，海拔高度2784米，2005年人口5383，人口密度每平方公里21.28人。